# Lillestrøm Sportsklubb 2020
Questa voce raccoglie le informazioni riguardanti il Lillestrøm Sportsklubb nelle competizioni ufficiali della stagione 2020.

## Stagione
Il Lillestrøm ha affrontato il campionato di 1. divisjon a seguito della retrocessione arrivata nell'Eliteserien 2019. Per via di questo risultato, l'allenatore Jörgen Lennartsson è stato esonerato e Geir Bakke è stato scelto al suo posto, in vista della stagione 2020.
A causa della pandemia di COVID-19, il 12 marzo 2020 è stato reso noto che la Norges Fotballforbund aveva inizialmente rinviato l'inizio dell'attività calcistica al 15 aprile. A seguito della decisione del ministero della cultura di vietare la ripresa delle attività fino al 15 giugno, i calendari del campionato sono stati ancora rimodulati. Il 19 maggio, il ministro della cultura Abid Raja ha confermato che la 1. divisjon sarebbe ricominciata la prima settimana di luglio. Il 12 giugno, Raja ha reso noto che sarebbe stata permessa una capienza massima di 200 spettatori. Dal 30 settembre, la capienza è stata aumentata a 600 spettatori, negli impianti dove potesse essere garantita la distanza interpersonale.
Il 10 settembre 2020, la Norges Fotballforbund – dopo diversi rinvii – ha dovuto annullare l'edizione stagionale del Norgesmesterskapet, a causa dell'impossibilità di disputare tutte le partite previste a causa della condensazione del calendario del campionato. Anche il calciomercato è stato organizzato quindi diversamente, con una sessione estiva e una autunnale.
Il Lillestrøm ha chiuso il campionato al 2º posto, centrando la promozione immediata in Eliteserien. Daniel Gustavsson, Thomas Lehne Olsen e Aleksander Melgalvis Andreassen sono stati i calciatori più utilizzati in stagione, a quota 30 presenze. Lehne Olsen è stato anche il miglior marcatore stagionale a quota 9 reti.

## Maglie e sponsor
Lo sponsor tecnico per la stagione 2020 è stato Puma, mentre lo sponsor ufficiale è stato DnB. La divisa casalinga era composta da un maglietta gialla con pantaloncini neri e calzettoni gialli. Quella da trasferta era invece completamente rossa, con rifiniture gialle.
| Casa | Trasferta |

## Rosa
| N. |                      | Ruolo | Calciatore                  |
| -- | -------------------- | ----- | --------------------------- |
| 1  | Estonia (bandiera)   | P     | Matvei Igonen               |
| 3  | Norvegia (bandiera)  | D     | Simen Kind Mikalsen         |
| 4  | Norvegia (bandiera)  | D     | Espen Garnås                |
| 4  | Danimarca (bandiera) | D     | Tobias Salquist             |
| 5  | Norvegia (bandiera)  | D     | Simen Rafn                  |
| 6  | Finlandia (bandiera) | C     | Kaan Kairinen               |
| 7  | Norvegia (bandiera)  | C     | Torbjørn Kallevåg           |
| 8  | Nigeria (bandiera)   | C     | Ifeanyi Mathew              |
| 9  | Islanda (bandiera)   | A     | Tryggvi Haraldsson          |
| 10 | Norvegia (bandiera)  | A     | Thomas Lehne Olsen          |
| 11 | Norvegia (bandiera)  | A     | Tobias Svendsen             |
| 11 | Norvegia (bandiera)  | A     | Sindre Mauritz-Hansen       |
| 12 | Norvegia (bandiera)  | P     | Mads Hedenstad Christiansen |
| 13 | Norvegia (bandiera)  | D     | Frode Kippe                 |
| 14 | Norvegia (bandiera)  | C     | Fredrik Krogstad            |
| 16 | Islanda (bandiera)   | A     | Björn Bergmann Sigurðarson  |

| N. |                     | Ruolo | Calciatore                      |
| -- | ------------------- | ----- | ------------------------------- |
| 17 | Norvegia (bandiera) | A     | Kristoffer Ødemarksbakken       |
| 18 | Norvegia (bandiera) | C     | Ulrik Mathisen                  |
| 18 | Nigeria (bandiera)  | A     | Moses Ebiye                     |
| 20 | Norvegia (bandiera) | A     | Jonatan Braut Brunes            |
| 21 | Norvegia (bandiera) | C     | Magnus Knudsen                  |
| 22 | Norvegia (bandiera) | D     | Philip Slørdahl                 |
| 23 | Norvegia (bandiera) | D     | Marius Amundsen                 |
| 25 | Belgio (bandiera)   | P     | Jo Coppens                      |
| 26 | Norvegia (bandiera) | D     | Lars Ranger                     |
| 27 | Norvegia (bandiera) | A     | Alexander Sannes                |
| 28 | Norvegia (bandiera) | C     | Apipon Tongnoy                  |
| 33 | Norvegia (bandiera) | D     | Aleksander Melgalvis Andreassen |
| 35 | Norvegia (bandiera) | D     | Eskil Edh                       |
| 39 | Norvegia (bandiera) | D     | Simon Bakken                    |
| 40 | Norvegia (bandiera) | P     | Jørgen Sveinhaug                |
| 90 | Svezia (bandiera)   | C     | Daniel Gustavsson               |

## Calciomercato

### Sessione invernale(dal 09/01 al 01/04)
| Arrivi           | Arrivi        | Arrivi      | Arrivi        |
| R.               | Nome          | da          | Modalità      |
| ---------------- | ------------- | ----------- | ------------- |
| C                | Kaan Kairinen | Midtjylland | prestito      |
| Altre operazioni |               |             |               |
| R.               | Nome          | da          | Modalità      |
| P                | Emil Ødegaard | Grorud      | fine prestito |
| C                | Charles Ezeh  | Skeid       | fine prestito |

| Partenze | Partenze            | Partenze      | Partenze      |
| R.       | Nome                | a             | Modalità      |
| -------- | ------------------- | ------------- | ------------- |
| P        | Marko Marić         | Hoffenheim    | fine prestito |
| P        | Emil Ødegaard       | Grorud        | prestito      |
| D        | Mats Haakenstad     | KuPS          | definitivo    |
| D        | Frode Kippe         |               | ritiro        |
| D        | Joonas Tamm         | Flora Tallinn | fine prestito |
| C        | Charles Ezeh        | Øygarden      | prestito      |
| C        | Erik Næsbak Brenden |               | svincolato    |
| C        | Daniel Pedersen     | Brann         | definitivo    |

### Sessione estiva(dal 10/06 al 30/06)
| Arrivi | Arrivi                | Arrivi    | Arrivi     |
| R.     | Nome                  | da        | Modalità   |
| ------ | --------------------- | --------- | ---------- |
| D      | Marius Amundsen       |           | svincolato |
| C      | Torbjørn Kallevåg     | Haugesund | definitivo |
| A      | Sindre Mauritz-Hansen |           | svincolato |

| Partenze | Partenze       | Partenze | Partenze   |
| R.       | Nome           | a        | Modalità   |
| -------- | -------------- | -------- | ---------- |
| D        | Sheriff Sinyan | Molde    | definitivo |

### Tra la sessione estiva e la sessione autunnale
| Arrivi | Arrivi     | Arrivi | Arrivi     |
| R.     | Nome       | da     | Modalità   |
| ------ | ---------- | ------ | ---------- |
| P      | Jo Coppens |        | svincolato |

| Partenze | Partenze      | Partenze      | Partenze   |
| R.       | Nome          | a             | Modalità   |
| -------- | ------------- | ------------- | ---------- |
| P        | Matvei Igonen | Flora Tallinn | definitivo |

### Sessione autunnale(dall'08/09 al 05/10)
| Arrivi | Arrivi                     | Arrivi          | Arrivi     |
| R.     | Nome                       | da              | Modalità   |
| ------ | -------------------------- | --------------- | ---------- |
| D      | Espen Garnås               | Ullensaker/Kisa | definitivo |
| C      | Ulrik Mathisen             | Kjelsås         | definitivo |
| A      | Jonatan Braut Brunes       | Florø           | prestito   |
| A      | Tryggvi Haraldsson         | ÍA Akraness     | definitivo |
| A      | Björn Bergmann Sigurðarson |                 | svincolato |
| A      | Tobias Svendsen            | HamKam          | definitivo |

| Partenze | Partenze                  | Partenze        | Partenze   |
| R.       | Nome                      | a               | Modalità   |
| -------- | ------------------------- | --------------- | ---------- |
| D        | Tobias Salquist           | Hobro           | definitivo |
| A        | Moses Ebiye               | HamKam          | definitivo |
| A        | Sindre Mauritz-Hansen     | Asker           | definitivo |
| A        | Kristoffer Ødemarksbakken | Ullensaker/Kisa | prestito   |

### Dopo la sessione autunnale
| Arrivi | Arrivi      | Arrivi | Arrivi     |
| R.     | Nome        | da     | Modalità   |
| ------ | ----------- | ------ | ---------- |
| D      | Frode Kippe |        | svincolato |

| Partenze | Partenze | Partenze | Partenze |
| R.       | Nome     | a        | Modalità |
| -------- | -------- | -------- | -------- |

## Risultati

### 1. divisjon

#### Girone di andata
| Arbitro: | Sinnes |

|  |           |              |
|  | Marcatori | 66’ Krogstad |

| Arbitro: | Higraff |

|                                    |           |  |
| Melgalvis Andreassen 60’ Ebiye 84’ | Marcatori |  |

| Arbitro: | Lien |

|             |           |                   |
| Eriksen 61’ | Marcatori | 72’ Kind Mikalsen |

| Arbitro: | Hauge |

|  |           |             |
|  | Marcatori | 33’ Lillebo |

| Arbitro: | Bodding |

|                                                              |           |             |
| Larsen 53’ Melgalvis Andreassen 75’ (aut.) D. Fredriksen 90’ | Marcatori | 2’ Kallevåg |

| Arbitro: | Sinnes |

|                         |           |                                         |
| Pereira 22’ Knudsen 54’ | Marcatori | 15’ Gustavsson 18’ Melgalvis Andreassen |

| Arbitro: | Lien |

|  |           |                       |
|  | Marcatori | 2’ K. Hoven 19’ Kupen |

| Arbitro: | Medic |

|             |           |                         |
| Sanyang 16’ | Marcatori | 41’ Gustavsson 63’ Rafn |

| Arbitro: | Koløy |

|                                |           |                       |
| Gustavsson 25’ Lehne Olsen 54’ | Marcatori | 50’ Walstad 64’ Werni |

| Arbitro: | Tennøy |

|                                     |           |                                 |
| Kallevåg 18’ (rig.) Lehne Olsen 86’ | Marcatori | 16’ (rig.) Alm 67’ G. Simenstad |

| Arbitro: | Hauge |

|  |           |                                                         |
|  | Marcatori | 22’ Lehne Olsen 42’ Melgalvis Andreassen 68’ Gustavsson |

| Arbitro: | Medic |

|                |           |  |
| Gustavsson 21’ | Marcatori |  |

| Ågotnes 30 agosto 2020, ore 15:00 13ª giornata | Øygarden         | 0 – 0 referto | Lillestrøm | Ågotnes Stadion (200 spett.)\| Arbitro: \| H. Røvig Sletner \| |
| Arbitro:                                       | H. Røvig Sletner |               |            |                                                                |

| Arbitro: | Sinnes |

|                                        |           |                  |
| Ebiye 85’ Krogstad 90’ Lehne Olsen 90’ | Marcatori | 42’ Valla Dønnem |

| Arbitro: | Hagen (Grue) |

|  |           |              |
|  | Marcatori | 15’ Kallevåg |

#### Girone di ritorno
| Arbitro: | Lien |

|                             |           |  |
| Knudsen 84’ Sigurðarson 89’ | Marcatori |  |

| Arbitro: | Lien |

|            |           |                                                             |
| Tvedte 90’ | Marcatori | 40’ (rig.) Krogstad 48’ Garnås 74’ Svendsen 81’ Lehne Olsen |

| Arbitro: | Higraff |

|             |           |  |
| Svendsen 8’ | Marcatori |  |

| Arbitro: | Ekeli Valen |

|              |           |                                                                           |
| Nyenetue 87’ | Marcatori | 23’ Melgalvis Andreassen 48’ Kallevåg 54’ Lehne Olsen 60’ (rig.) Kairinen |

| Arbitro: | Huru Kellerhals |

|                                                  |           |  |
| Lehne Olsen 45’ Kallevåg 45’ Krogstad 58’ (rig.) | Marcatori |  |

| Arbitro: | Medic |

|             |           |                |
| Sørløkk 90’ | Marcatori | 64’ Gustavsson |

| Arbitro: | H. Røvig Sletner |

|                                                          |           |             |
| Krogstad 13’ Haraldsson 25’ Kairinen 26’ Lehne Olsen 47’ | Marcatori | 16’ Eriksen |

| Arbitro: | S. Røvig Sletner |

|                            |           |  |
| Doghman 20’ Alm 90’ (rig.) | Marcatori |  |

| Arbitro: | Sinnes |

|                                        |           |  |
| Krogstad 8’, 14’ (rig.) Haraldsson 48’ | Marcatori |  |

| Arbitro: | Hauge |

|  |           |             |
|  | Marcatori | 7’ Kairinen |

| Arbitro: | Huru Kellerhals |

|               |           |            |
| Haraldsson 8’ | Marcatori | 86’ Lassen |

| Arbitro: | Koløy |

|             |           |  |
| Jenssen 51’ | Marcatori |  |

| Arbitro: | Lien |

|                              |           |  |
| Lehne Olsen 44’ Kairinen 53’ | Marcatori |  |

| Arbitro: | Sinnes |

|             |           |                |
| Eriksen 23’ | Marcatori | 82’ Haraldsson |

| Arbitro: | Ekeli Valen |

|              |           |                |
| Slørdahl 90’ | Marcatori | 80’ (rig.) Aga |

## Statistiche

### Statistiche di squadra
| Competizione | Punti | In casa | In casa | In casa | In casa | In casa | In casa | In trasferta | In trasferta | In trasferta | In trasferta | In trasferta | In trasferta | Totale | Totale | Totale | Totale | Totale | Totale | DR  |
| Competizione | Punti | G       | V       | N       | P       | Gf      | Gs      | G            | V            | N            | P            | Gf           | Gs           | G      | V      | N      | P      | Gf     | Gs     | DR  |
| ------------ | ----- | ------- | ------- | ------- | ------- | ------- | ------- | ------------ | ------------ | ------------ | ------------ | ------------ | ------------ | ------ | ------ | ------ | ------ | ------ | ------ | --- |
| 1. divisjon  | 57    | 15      | 9       | 4       | 2       | 27      | 12      | 15           | 7            | 5            | 3            | 22           | 14           | 30     | 16     | 9      | 5      | 49     | 26     | +23 |
| Totale       | -     | 15      | 9       | 4       | 2       | 27      | 12      | 15           | 7            | 5            | 3            | 22           | 14           | 30     | 16     | 9      | 5      | 49     | 26     | +23 |

### Andamento in campionato
| Giornata  | 1 | 2 | 3 | 4 | 5 | 6 | 7  | 8 | 9  | 10 | 11 | 12 | 13 | 14 | 15 | 16 | 17 | 18 | 19 | 20 | 21 | 22 | 23 | 24 | 25 | 26 | 27 | 28 | 29 | 30 |
| --------- | - | - | - | - | - | - | -- | - | -- | -- | -- | -- | -- | -- | -- | -- | -- | -- | -- | -- | -- | -- | -- | -- | -- | -- | -- | -- | -- | -- |
| Luogo     | T | C | T | C | T | T | C  | T | C  | C  | T  | C  | T  | C  | T  | C  | T  | C  | T  | C  | T  | C  | T  | C  | T  | C  | T  | C  | T  | C  |
| Risultato | V | V | N | P | P | N | P  | V | N  | N  | V  | V  | N  | V  | V  | V  | V  | V  | V  | V  | N  | V  | P  | V  | V  | N  | P  | V  | N  | N  |
| Posizione | 7 | 3 | 3 | 4 | 8 | 9 | 10 | 9 | 10 | 10 | 7  | 6  | 5  | 5  | 4  | 4  | 4  | 3  | 3  | 2  | 2  | 2  | 2  | 2  | 2  | 2  | 2  | 2  | 2  | 2  |

Fonte:  OBOS-ligaen 2020, su altomfotball.no, Altomfotball.
Legenda:

Luogo: C = Casa; T = Trasferta. Risultato: V = Vittoria; N = Pareggio; P = Sconfitta.

### Statistiche dei giocatori
| Giocatore               | 1. divisjon | 1. divisjon | 1. divisjon | 1. divisjon | Coppa nazionale | Coppa nazionale | Coppa nazionale | Coppa nazionale | Coppe europee | Coppe europee | Coppe europee | Coppe europee | Altre coppe | Altre coppe | Altre coppe | Altre coppe | Totale   | Totale | Totale      | Totale     |
| Giocatore               | Presenze    | Reti        | Ammonizioni | Espulsioni  | Presenze        | Reti            | Ammonizioni     | Espulsioni      | Presenze      | Reti          | Ammonizioni   | Espulsioni    | Presenze    | Reti        | Ammonizioni | Espulsioni  | Presenze | Reti   | Ammonizioni | Espulsioni |
| ----------------------- | ----------- | ----------- | ----------- | ----------- | --------------- | --------------- | --------------- | --------------- | ------------- | ------------- | ------------- | ------------- | ----------- | ----------- | ----------- | ----------- | -------- | ------ | ----------- | ---------- |
| M. Amundsen             | 22          | 0           | 4           | 0           |                 |                 |                 |                 |               |               |               |               |             |             |             |             | 22       | 0      | 4           | 0          |
| S. Bakken               | 1           | 0           | 0           | 0           |                 |                 |                 |                 |               |               |               |               |             |             |             |             | 1        | 0      | 0           | 0          |
| J. Braut Brunes         | 3           | 0           | 0           | 0           |                 |                 |                 |                 |               |               |               |               |             |             |             |             | 3        | 0      | 0           | 0          |
| M. Christiansen         | 23          | -16         | 1           | 0           |                 |                 |                 |                 |               |               |               |               |             |             |             |             | 23       | -16    | 1           | 0          |
| J. Coppens              | 7           | -10         | 0           | 0           |                 |                 |                 |                 |               |               |               |               |             |             |             |             | 7        | -10    | 0           | 0          |
| M. Ebiye                | 15          | 2           | 0           | 0           |                 |                 |                 |                 |               |               |               |               |             |             |             |             | 15       | 2      | 0           | 0          |
| E. Edh                  | 2           | 0           | 0           | 0           |                 |                 |                 |                 |               |               |               |               |             |             |             |             | 2        | 0      | 0           | 0          |
| E. Garnås               | 16          | 1           | 4           | 0           |                 |                 |                 |                 |               |               |               |               |             |             |             |             | 16       | 1      | 4           | 0          |
| D. Gustavsson           | 30          | 6           | 2           | 0           |                 |                 |                 |                 |               |               |               |               |             |             |             |             | 30       | 6      | 2           | 0          |
| T. Haraldsson           | 10          | 4           | 0           | 0           |                 |                 |                 |                 |               |               |               |               |             |             |             |             | 10       | 4      | 0           | 0          |
| M. Igonen               | 0           | 0           | 0           | 0           |                 |                 |                 |                 |               |               |               |               |             |             |             |             | 0        | 0      | 0           | 0          |
| K. Kairinen             | 28          | 4           | 4           | 0           |                 |                 |                 |                 |               |               |               |               |             |             |             |             | 28       | 4      | 4           | 0          |
| T. Kallevåg             | 24          | 5           | 4           | 0           |                 |                 |                 |                 |               |               |               |               |             |             |             |             | 24       | 5      | 4           | 0          |
| S. Kind Mikalsen        | 18          | 1           | 2           | 0           |                 |                 |                 |                 |               |               |               |               |             |             |             |             | 18       | 1      | 2           | 0          |
| F. Kippe                | 3           | 0           | 0           | 0           |                 |                 |                 |                 |               |               |               |               |             |             |             |             | 3        | 0      | 0           | 0          |
| M. Knudsen              | 25          | 1           | 2           | 0           |                 |                 |                 |                 |               |               |               |               |             |             |             |             | 25       | 1      | 2           | 0          |
| F. Krogstad             | 29          | 7           | 1           | 0           |                 |                 |                 |                 |               |               |               |               |             |             |             |             | 29       | 7      | 1           | 0          |
| T. Lehne Olsen          | 30          | 9           | 3           | 0           |                 |                 |                 |                 |               |               |               |               |             |             |             |             | 30       | 9      | 3           | 0          |
| I. Mathew               | 29          | 0           | 5           | 0           |                 |                 |                 |                 |               |               |               |               |             |             |             |             | 29       | 0      | 5           | 0          |
| U. Mathisen             | 9           | 0           | 0           | 0           |                 |                 |                 |                 |               |               |               |               |             |             |             |             | 9        | 0      | 0           | 0          |
| S. Mauritz-Hansen       | 3           | 0           | 0           | 0           |                 |                 |                 |                 |               |               |               |               |             |             |             |             | 3        | 0      | 0           | 0          |
| A. Melgalvis Andreassen | 30          | 4           | 3           | 0           |                 |                 |                 |                 |               |               |               |               |             |             |             |             | 30       | 4      | 3           | 0          |
| K. Ødemarksbakken       | 9           | 0           | 0           | 0           |                 |                 |                 |                 |               |               |               |               |             |             |             |             | 9        | 0      | 0           | 0          |
| S. Rafn                 | 24          | 1           | 4           | 0           |                 |                 |                 |                 |               |               |               |               |             |             |             |             | 24       | 1      | 4           | 0          |
| L. Ranger               | 13          | 0           | 0           | 0           |                 |                 |                 |                 |               |               |               |               |             |             |             |             | 13       | 0      | 0           | 0          |
| T. Salquist             | 10          | 0           | 0           | 0           |                 |                 |                 |                 |               |               |               |               |             |             |             |             | 10       | 0      | 0           | 0          |
| A. Sannes               | 10          | 0           | 0           | 0           |                 |                 |                 |                 |               |               |               |               |             |             |             |             | 10       | 0      | 0           | 0          |
| B. Sigurðarson          | 7           | 1           | 0           | 0           |                 |                 |                 |                 |               |               |               |               |             |             |             |             | 7        | 1      | 0           | 0          |
| P. Slørdahl             | 18          | 1           | 3           | 0           |                 |                 |                 |                 |               |               |               |               |             |             |             |             | 18       | 1      | 3           | 0          |
| J. Sveinhaug            | 0           | 0           | 0           | 0           |                 |                 |                 |                 |               |               |               |               |             |             |             |             | 0        | 0      | 0           | 0          |
| T. Svendsen             | 12          | 2           | 1           | 0           |                 |                 |                 |                 |               |               |               |               |             |             |             |             | 12       | 2      | 1           | 0          |
| A. Tongnoy              | 0           | 0           | 0           | 0           |                 |                 |                 |                 |               |               |               |               |             |             |             |             | 0        | 0      | 0           | 0          |